# Lubrín
Lubrín ist eine spanische Gemeinde im Verwaltungsgebiet Levante Almeriense der Provinz Almería in der Autonomen Gemeinschaft Andalusien. Die Bevölkerung von Lubrín bestand im Jahr 2024 aus 1.428 Einwohnern. 

## Geografie
Die Gemeinde liegt Ausläufern der Sierra de los Filabres. Sie grenzt an Albanchez, Antas, Arboleas, Bédar, Cantoria, Cóbdar, Sorbas, Uleila del Campo und Zurgena.

## Geschichte
Der Ort geht auf das 16. Jahrhundert zurück. In dem von der Landwirtschaft geprägten Dorf ging die Einwohnerzahl seit dem Beginn des 20. Jahrhunderts stark zurück.

## Persönlichkeiten
- José Rubio (1931–2012), Schauspieler